# Roxanne (film)
Pour plus de détails, voir Fiche technique et Distribution.
Pour les articles homonymes, voir Roxanne.
Roxanne est un film américain réalisé par Fred Schepisi, sorti en salles le 19 juin 1987. Il s'agit d'une adaptation moderne de Cyrano de Bergerac, d'Edmond Rostand.

## Synopsis
C.D., un pompier intelligent et sensible ayant un grand nez tombe amoureux de Roxanne, astronome, mais n'ose pas l'aborder. Son nouveau partenaire, séduisant mais superficiel, tombe également sous le charme de la jeune femme et demande à C.D. de l'aider à la séduire.

## Fiche technique
- Direction artistique : David Fischer
- Décors : Jackson De Govia (de)
- Photographie : Ian Baker
- Montage : John Scott
- Musique : Bruce Smeaton
- Production : Daniel Melnick (en)
- Société de distribution : Columbia Pictures
- Langue : anglais

## Distribution
- Steve Martin (VF : Jacques Frantz) : C.D. « Charlie » Bales
- Daryl Hannah (VF : Maïk Darah) : Roxanne Kowalski
- Rick Rossovich (VF : Thierry Ragueneau) : Chris McConnell
- Shelley Duvall (VF : Laurence Crouzet) : Dixie
- John Kapelos (VF : Mario Santini) : Chuck
- Fred Willard (VF : Jean-Luc Kayser) : Mayor Deebs
- Max Alexander : Dean
- Michael J. Pollard (VF : Guy Piérauld) : Andy
- Steve Mittleman : Ralston
- Damon Wayans : Jerry

## Box-office
Sur le sol américain, Roxane démarre son premier week-end avec plus de 4 582 398 $ de recette; lors de son huitième week-end, le film se classe dix-huitième, avec 1 043 670 $, soit un cumul de 33 583 418 $. Depuis, Roxanne a acquis plus de 40 millions de dollars aux États-Unis. Durant sa première semaine en Allemagne, le film se classe neuvième avec 36 403 entrées. En 1987, il est le 28e plus gros succès aux États-Unis.
| Pays ou région | Box-Office      | Date d'arrêt du box-office | Nombre de semaines |
| -------------- | --------------- | -------------------------- | ------------------ |
| France         | 50 733 entrées  | -                          | -                  |
| Allemagne      | 170 185 entrées | -                          | -                  |
| États-Unis     | 40 050 884 $    | -                          | -                  |